# Eversand (Schiff)
Die Eversand ist ein ehemaliger Tonnenleger der Bundesrepublik Deutschland.

## Geschichte
Das Schiff wurde 1972/1973 unter der Baunummer 2246 auf der Werft Schichau Unterweser in Bremerhaven gebaut. Die Kiellegung fand am 12. Dezember 1972, der Stapellauf am 4. April 1973 statt. Die Fertigstellung erfolgte im Juni 1973. Das Schiff wurde vom Wasserstraßen- und Schifffahrtsamt Bremerhaven auf Unter- und Außenweser eingesetzt. Zum Einsatzspektrum des Schiffes gehörte das Auslegen und die Kontrolle von schwimmenden Seezeichen aller Art sowie das Bepricken von Wattfahrwassern und deren Kontrolle.
Das Schiff, das nach einer Sandbank in der Wesermündung benannt ist, wurde am 1. September 2012 außer Dienst gestellt und durch den neuen Tonnenleger Nordergründe ersetzt.

## Technische Daten und Ausstattung
Angetrieben wird das Schiff von einem Zwölfzylinder-Viertakt-Dieselmotor des Herstellers Klöckner-Humboldt-Deutz (Typ: SBF 12 M 716) mit einer Leistung von 330 kW. Der Motor wirkt über ein Getriebe auf einen Verstellpropeller mit Beckerruder. Das Schiff erreicht damit eine Geschwindigkeit von rund 10 kn. Für die Stromversorgung stehen zwei Generatoren mit einer Leistung von jeweils 40 kW (Scheinleistung 38 kVA) zur Verfügung.
Das Schiff verfügt über ein 48 m² großes, offenes Arbeitsdeck vor dem achtern angeordneten Decksaufbau. Für das Aussetzen und Einholen von schwimmenden Seezeichen steht hier ein Bordkran zur Verfügung. Der Kran hat eine Hebekapazität von 3 t bei einer Ausladung bis zu 7 m und noch 2,6 t bei einer Ausladung bis zu 7,95 m.
An Bord können sechs Personen untergebracht werden, für die Schlafgelegenheiten in zwei Doppel- und zwei Einzelkajüten zur Verfügung stehen.

## Verbleib des Schiffes
Das Schiff wurde im Sommer 2012 außer Dienst gestellt und im November 2012 für 127.454 € über die VEBEG verkauft. 2013 wurde es für den neuen Einsatz als Unterstützungsschiff für Offshore-Projekte umgebaut. Eingesetzt wird das Schiff vom niederländischen Unternehmen Van Laar Maritime.